# Или — или
«Или — или» (дат. Enten — Eller) — первая опубликованная работа датского философа Сёрена Кьеркегора. Появившись в двух томах в 1843 году под псевдонимом Виктор Эремита (лат. Отшельник-победитель), она излагает теорию человеческого существования, отмеченную различием между гедонистическим, эстетическим образом жизни и этической жизнью, основанной на обязательствах.
«Или — или» изображает два взгляда на жизнь. Каждый взгляд на жизнь написан и представлен вымышленным автором под псевдонимом, при этом проза произведения отражает и зависит от обсуждаемого взгляда на жизнь. Например, «Эстетический взгляд на жизнь» написан в форме короткого эссе с поэтическими образами и аллюзиями, в котором обсуждаются такие эстетические темы, как музыка, соблазнение, драма и красота. «Этический взгляд на жизнь» написан в виде двух длинных писем с более аргументированной и сдержанной прозой, в которых обсуждаются моральная ответственность, критические размышления и брак. Взгляды, изложенные в книге, не кратко изложены, а выражены как жизненный опыт, воплощённый авторами, пользующимися псевдонимами. Центральной темой книги является главный вопрос, заданный Аристотелем: «Как нам следует жить?». Его девиз взят из Плутарха: «Обманутый мудрее того, кто не обманут».
Эстетическое — это личная, субъективная сфера существования, где индивид живёт и получает удовольствие от жизни только ради себя. В этой сфере у человека есть возможность как высшего, так и низшего. С другой стороны, этическое — это гражданская сфера существования, где ценность и идентичность человека оцениваются и иногда вытесняются объективным миром. Проще говоря, человек может выбрать либо оставаться равнодушным ко всему, что происходит в мире, либо стать вовлечённым. Более конкретно, сфера этики начинается с сознательного усилия выбрать свою жизнь, с выбора чтобы выбрать. Однако в любом случае человек может зайти слишком далеко в этих сферах и потерять из виду своё истинное «Я». Только вера может спасти человека от этих двух противоположных сфер. «Или — или» завершается краткой проповедью, намекающей на природу религиозной сферы существования, на изложение которой Кьеркегор потратил бо́льшую часть своей издательской карьеры. В конечном счёте, задача Кьеркегора состоит в том, чтобы читатель «обнаружил второе лицо, скрытое за тем, которое вы видите», сначала в себе, а затем в других.

## Исторический контекст
После написания и защиты диссертации «О понятии иронии» (1841 г.) Кьеркегор в октябре 1841 года покинул Копенгаген, чтобы провести зиму в Берлине. Главной целью этого визита было посещение лекций немецкого философа Фридриха Вильгельма Йозефа Шеллинга, который в то время был выдающейся фигурой. Лекции оказались разочарованием для многих слушателей Шеллинга, включая Михаила Бакунина и Фридриха Энгельса, и Кьеркегор назвал это «невыносимой бессмыслицей». Во время своего пребывания Кьеркегор работал над рукописью для «Или — или», брал ежедневные уроки, чтобы усовершенствовать свой немецкий, и посещал оперы и пьесы, в частности Вольфганга Амадея Моцарта и Иоганна Вольфганга фон Гёте. Он вернулся в Копенгаген в марте 1842 года с черновиком рукописи, который был завершён ближе к концу 1842 года и опубликован в феврале 1843 года.
Согласно записи в журнале от 1846 года, «Или — или» было написано «от корки до корки за одиннадцать месяцев» ( Rub og Stub, i 11 Maaneder).
Название «Или — или» является подтверждением аристотелевской логики, в частности, модифицированной Иоганном Готлибом Фихте и Иммануилом Кантом.
Кьеркегор утверждает, что философия Гегеля дегуманизировала жизнь, отрицая личную свободу и выбор через нейтрализацию «Или — или». В теории Гегеля диалектическая структура становления делает существование слишком лёгким, потому что конфликты в конечном итоге опосредуются и исчезают автоматически в результате естественного процесса, который не требует никакого индивидуального выбора, кроме подчинения воле Идеи или Духа. Кьеркегор рассматривал это как отрицание истинной самости и вместо этого выступал за важность личной ответственности и принятия решений.

## Структура
Эта книга — первая из работ Кьеркегора, написанных под псевдонимом, к чему он прибегал в первой половине своей карьеры. В данном случае используются четыре псевдонима:
- «Виктор Эремита» — вымышленный составитель и редактор текстов, которые, как он утверждает, он нашёл в старинном секретере.
- «А» — прозвище, данное вымышленному автору первого текста («Или») Виктором Эремитой, настоящего имени которого он, по его утверждению, не знал.
- «B», «Судья Вильгельм» или «Вильгельм»[16] — вымышленный автор второго текста («Или»).
- «Йоханнес» — вымышленный автор раздела «Либо» под названием «Дневник соблазнителя» и его любовницы Корделии[1].

Я уже подумываю о том, чтобы написать ответную статью к «Дневнику соблазнителя». Это была бы женская фигура: «Дневник куртизанки». Стоило бы потрудиться, чтобы изобразить такого персонажа.— Журналы и статьи Кьеркегора, 4А 128
Кьеркегор опубликовал второе издание «Или — или» 14 мая 1849 года, в тот же день, когда он опубликовал работу «Полевая лилия и птица небесная: Три благочестивые беседы». Он опубликовал три книги в один и тот же день, 16 октября 1843 года.

## Первый том «Или»
Первый том, «Или», описывает «эстетическую» фазу существования. Он содержит коллекцию статей, найденных «Виктором Эремитой» и написанных «А», «эстетом».
Эстет, согласно модели Кьеркегора, в конечном счёте окажется в «отчаянии», психологическом состоянии (подробнее рассмотренном в работах Кьеркегора «Понятие страха» 1844 г. и «Болезнь к смерти» 1849 г.), которое является результатом признания пределов эстетического подхода к жизни. «Отчаяние» Кьеркегора — в чём-то аналогичный предшественник экзистенциального страха. Естественной реакцией является окончательный «скачок» ко второй фазе, «этической», которая характеризуется как фаза, в которой рациональный выбор и приверженность заменяют капризные и непоследовательные стремления эстетического стиля. В конечном счёте, для Кьеркегора и эстетическое, и этическое вытесняются заключительной фазой, которую он называет «религиозным» способом. Это проявляется позже в трактате «Страх и трепет» (1843 г.).

### «Диапсалмата»
Первый раздел «Или» представляет собой сборник множества касательных афоризмов, эпиграмм, анекдотов и размышлений об эстетическом образе жизни. Слово «диапсалмата» связано с «псалмами» и означает «воздержания». В нём содержатся некоторые из самых известных и поэтических строк Кьеркегора, такие как «Что такое поэт?», «Свобода слова» против «Свободы мысли», «Неподвижная шахматная фигура», трагический клоун и смех богов.
Если бы кто-то прочитал их в том виде, в каком они написаны, то увидел бы постоянное движение от внешнего поэтического переживания к внутреннему переживанию юмора. Движение от внешнего к внутреннему — тема в творчестве Кьеркегора.

### Непосредственные стадии эротического, или музыкально-эротического
Эссе, в котором обсуждается идея о том, что музыка выражает дух чувственности. «А» оценивает «Свадьбу Фигаро» Моцарта, «Волшебную флейту» и «Дон Жуана», а также «Фауста» Гёте. «А» взял на себя задачу доказать с помощью произведений Моцарта, что «музыка — это более высокое или более духовное искусство, чем язык». В ходе этого процесса он развивает три стадии музыкально-эротического творчества.
Здесь он проводит различие между таким соблазнителем, как Дон Жуан, который подпадает под эстетические категории, и Фаустом, который подпадает под этические категории. «Музыкальный Дон Жуан наслаждается удовлетворением желания; размышляющий Дон Жуан наслаждается обманом, наслаждается хитростью». Дон Жуан раздвоен между эстетическим и этическим. Он теряется во множестве «1003 женщин, которых он должен соблазнить» (как в знаменитой арии «Мадамина, каталог вопросов»), Фауст соблазняет только одну женщину. Этот раздел посвящён богословским вопросам. Он спрашивает, соблазняет ли Бог 1003 человека одновременно или он соблазняет одного-единственного человека за раз, чтобы заставить уверовать. Он пишет:

## Беседы и продолжение
Наряду с этой работой, 16 мая 1843 года Кьеркегор опубликовал под своим именем «Две назидательные беседы», призванных дополнить «Ожидание веры» и «Всякое благо и всякий совершенный дар — Свыше».
Кьеркегор также опубликовал ещё одну беседу во время печати второго издания «Или — или» в 1849 году. Дискурс Кьеркегора имеет отношение к различию между желанием и волеизъявлением в развитии конкретного ожидания. «По мере того, как мысль всё больше погружается в будущее, она сбивается с пути в своих беспокойных попытках навязать или выманить объяснение из загадки». Ожидающий всегда смотрит в будущее и может надеяться, но сожаление, как это сделал Гёте в своей книге «Страдания юного Вертера», закрывает дверь надежды, и любовь становится несчастной. Кьеркегор указывает на «веру как наивысшее» ожидание, потому что вера — это то, что есть у каждого или может быть у каждого. Он говорит: «Человек, который желает этого для другого человека, желает этого для себя; человек, который желает этого для себя, желает этого для любого другого человеческого существа, потому что то, во что верит другой человек, — это не то, чем он отличается от него, а то, чем он похож на него; то, чем он обладает, — это не то, чем он отличается от других, а то, чем он в целом похож на всех».
Персонажи «Или — или» верят, что все одинаковы в том, что у каждого есть талант или у каждого есть условия, которые позволили бы им вести этичную жизнь. Гёте хотел любить и жаловался, что его нельзя любить, но всех остальных можно любить. Но он хотел, у него не было возможности проявить свою волю к любви. Кьеркегор отвечает ему таким образом: 

Ты знаешь, что не должен желать, — и после этого он пошёл дальше. Когда его душа забеспокоилась, он воззвал к ней и сказал: когда ты беспокоишься, это потому, что ты желаешь; беспокойство — это форма желания, и ты знаешь, что не должен желать, — тогда он пошёл дальше. Когда он был близок к отчаянию, когда он сказал: я не могу; все остальные могут — только я не могу. О, если бы я никогда не слышала этих слов, если бы с моим горем мне позволили спокойно идти своим путём — и исполнять моё желание. Тогда он воззвал к своей душе и сказал: теперь ты лукавишь, ибо говоришь, что желаешь, и притворяешься, что речь идёт о чём-то внешнем, чего можно желать, тогда как ты знаешь, что это нечто внутреннее, чего можно только хотеть; ты обманываешь себя, ибо говоришь: Все остальные могут — только я не могу. И всё же вы знаете, что то, на что способны другие, — это то, благодаря чему они полностью похожи на вас, так что если бы действительно было правдой, что вы не можете, то и другие не смогли бы. Таким образом, вы предаёте не только своё собственное дело, но и, поскольку это касается вас, дело всех людей; и, смиренно отгораживаясь от их числа, вы коварно разрушаете их власть. Затем он пошёл дальше. После того, как он медленно и в течение долгого времени воспитывался таким образом под руководством специалиста по дисциплине, он, возможно, пришёл бы к вере. — Сёрен Кьеркегор, «Две назидательные беседы», 1843 г.
«Ультиматум» в конце второго тома «Или — или» намекал на будущее обсуждение религиозной стадии в двух подготовительных дискурсах: «Спросите себя и продолжайте спрашивать, пока не найдёте ответ, ибо человек, возможно, знал что-то много раз, признавал это; возможно, человек много раз чего-то желал, пытался это сделать — и всё же только глубокое внутреннее движение, только неописуемая эмоция сердца, только это убедит вас в том, что то, что вы признали, принадлежит вам, что никакая сила не может отнять это у вас — ибо только та истина, которая накапливается, является истиной для вас». Эта дискуссия включена в «Стадии жизненного пути» (1845 г.). Первые два раздела пересматривают и уточняют эстетические и этические этапы, описанные в «Или — или», в то время как третий раздел «Виновен/невиновен» посвящён религиозной стадии и конкретно отсылает к другой книге Гёте «Автобиография Гёте: правда и поэзия» из моей собственной жизни, том 1, 2.
В дополнение к дискурсам, через неделю после публикации «Или — или», Кьеркегор опубликовал газетную статью в Fædrelandet под названием «Кто автор „Или — или“?», пытаясь создать авторскую дистанцию от произведения, подчёркивая содержание произведения и воплощение определённого образа жизни в каждом из псевдонимов. Кьеркегор, используя псевдоним «А.Ф.», пишет: «Большинство людей, включая автора этой статьи, считают, что не стоит беспокоиться о том, кто автор. Они счастливы, что не знают, кто он такой, потому что тогда у них есть только книга, с которой они могут иметь дело, не беспокоясь и не отвлекаясь на его личность».

## Темы
Различные эссе в «Или — или» помогают пролить свет на различные формы эстетизма и этического существования. И «А», и Судья Вильгельм пытаются сосредоточиться в первую очередь на лучшем, что может предложить их образ жизни.
Фундаментальной характеристикой эстета является непосредственность. В «Или — или» исследуется несколько уровней непосредственности, начиная от нерафинированного и заканчивая утончённым. Нерафинированная непосредственность характеризуется немедленной тягой к желанию и удовлетворению через удовольствия, которые не требуют усилий или личного совершенствования (например, алкоголь, наркотики, случайный секс, лень и т. д.). Утончённая непосредственность характеризуется планированием того, как лучше всего наслаждаться жизнью эстетически. «Теория» социальной осмотрительности, изложенная в Севообороте является примером утончённой непосредственности. Вместо бессмысленных гедонистических тенденций созерцаются и «культивируются» наслаждения для получения максимального удовольствия. Однако как утончённые, так и нерафинированные эстеты по-прежнему принимают фундаментальные данные условия своей жизни и не берут на себя ответственность за их изменение. Если что-то идёт не так, эстет просто винит существование, а не себя, предполагая какие-то неизбежные трагические последствия человеческого существования и, таким образом, утверждает, что жизнь бессмысленна. Так Кьеркегор говорил о непосредственности в своём продолжении книги «Или — или», «Стадии жизненного пути».
Целеустремлённость — важная характеристика специалиста по этике. Обязательства принимаются тем, кто является активным участником общества, а не сторонним наблюдателем или аутсайдером. Специалист по этике обладает сильным чувством ответственности, долга, чести и уважения к своей дружбе, семье и карьере. Судья Вильгельм приводит пример брака как пример этического института, требующего твёрдой приверженности и ответственности. В то время как эстету наскучил бы повторяющийся характер брака (например, женатый только на одном человеке), специалист по этике верит в необходимость самоотречения (например, самоотречения от неограниченного удовольствия), чтобы выполнять свои обязательства.
Кьеркегор подчеркивает «вечную» природу брака и говорит, что «что-то новое входит в существование» через свадебную церемонию. Эстет не видит это таким образом. Эстет делает «получасовое разрешение» но этичный человек, и особенно религиозный человек, делает «хорошее решение». Тот, кто предан удовольствиям, считает невозможным принять такого рода решение. Этический и «христиано-религиозный» человек принимает решение, потому что у него есть воля иметь истинное представление о жизни и о самом себе. Решение предполагает перемены, но для отдельного человека это означает только перемены в самом себе. Это никогда не означает изменения всего мира или даже другого человека.

## Интерпретации
Чрезвычайно вложенная псевдонимность этой работы создаёт проблему интерпретации. «А» и «В» — авторы работы, Эремита — редактор. Роль Кьеркегора во всём этом, по-видимому, заключается в том, что он сознательно стремился отделиться от точек зрения, выраженных в его работах, хотя абсурдность причудливых латински названий его псевдонимов доказывает, что он не надеялся тщательно скрыть свою личность от читателя. Статьи Кьеркегора, (первое издание VIII(2), B 81 — 89), объясняют этот метод в письменной форме. Он обсуждал «Или — или» в первом и втором издании в своей книге 1848, «Точка зрения на мою работу как автора» (1859 г.). 

В моей карьере автора сейчас достигнут момент, когда позволительно делать то, к чему я испытываю сильный импульс и поэтому считаю своим долгом, а именно: объяснить раз и навсегда, как можно более прямо и откровенно, что есть что: кем я как автор объявляю себя. Момент (каким бы неблагоприятным он ни был в другом смысле) сейчас подходящий; отчасти потому, что (как я уже сказал) эта точка достигнута, а отчасти потому, что я вот-вот во второй раз столкнусь на литературном поприще с моим первым произведением. «Или — или», во втором издании, которое я не хотел публиковать ранее. — «Точка зрения», 1962 г.
Кроме того, Кьеркегор внимательно читал эстетические труды Иоганна Вольфганга фон Гёте и этические труды Георга Вильгельма Фридриха Гегеля. Каждый из них представлял свой способ прожить свою жизнь по-разному. Сочинения Кьеркегора в этой книге близки к тому, что написал Гёте в своей автобиографии.

### Экзистенциальная интерпретация
Распространенная интерпретация «Или — или» ставит читателя перед выбором между двумя подходами к жизни. Не существует стандартов или руководящих принципов, которые указывали бы, как делать выбор. Причины выбора этического образа жизни вместо эстетического имеют смысл только в том случае, если человек уже привержен этическому образу жизни. Представление эстетического подхода как зла подразумевает, что человек уже принял идею о том, что необходимо проводить различие между добром и злом. Точно так же выбор эстетического образа жизни импонирует только эстету, который считает этику судьи Вильгельма несущественной и предпочитает удовольствия обольщения. Таким образом, экзистенциалисты рассматривают Виктора Эремиту как представляющего радикальный выбор, в котором нельзя усмотреть никакой предопределённой ценности. Человек должен выбирать, и благодаря своему выбору он создаёт то, что он есть.
Однако эстетический и этический образ жизни — это не единственный образ жизни. Кьеркегор продолжает конкретизировать другие этапы в дальнейших работах, и «Стадии жизненного пути» считаются прямым продолжением «Или — или». Это не то же самое, что «Или — или», как он указывает в заключительном постскриптуме в 1846 году.

### Христианская интерпретация
Всю книгу можно рассматривать как борьбу, через которую проходят люди, пытаясь найти смысл в своей жизни. Виктор Эремита купил секретер (письменный стол), который был чем-то внешним, и сказал: «Новый период вашей жизни должен начаться с приобретения секретера» . «А» желает абсолютного высшего. Он не может найти смысла в своей жизни, пока не начнёт учиться. Он пишет письма за умерших, как это делают историки. Он пытается найти Бога, изучая прошлое, как это делал Гегель. Дон Хуан уводит его от Бога, а Фауст силой языка лишает его невинной веры. Для него тавтология — высшая область мысли. Это тот, кто находится в полном «конфликте со своим окружением», потому что он соотносит себя с внешними факторами.
«В» спорит с «А». Он говорит, что этика — это самое высокое. «А» хочет оставаться загадкой для самого себя, но «В» говорит, что смысл жизни в том, чтобы открыться самому себе. Знать себя важнее, чем исторических личностей. Чем больше вы узнаёте о себе, тем больше шансов обрести свою вечную значимость. Бог благословит самого этичного человека. Каждый знает, что лучше для другого, но ни один из них не знает, что лучше для него самого.
Кьеркегор, выступая голосом созидающего дискурса в конце, говорит, что они оба неправы. Они оба пытаются найти Бога «по-детски». К чему бы они ни относились внешним образом, это никогда не сделает их счастливыми и не придаст им смысла. Искусство, наука, догмы и этика постоянно меняются. Мы все хотим быть правыми и никогда не ошибаться. Как только мы находим то, чего желаем, мы обнаруживаем, что это было не так, как мы себе представляли. Итак, Кьеркегор говорит, что нужно предоставить всё это Богу.
Недавний способ интерпретировать «Или — или» — это читать его как прикладной кантовский текст. Среди сторонников этой интерпретации — Аласдер Макинтайр и Рональд М. Грин. В «После добродетели» (1981 г.) Макинтайр утверждает, что Кьеркегор продолжает проект просвещения, выдвинутый Юмом и Кантом. Грин отмечает несколько точек соприкосновения с Кантом в «Или — или».
Однако другие учёные считают, что Кьеркегор использует кантовские темы для того, чтобы критиковать их, в то время как другие считают, что, хотя Кьеркегор принимает некоторые кантовские темы, их окончательные этические позиции существенно различаются. Джордж Стэк отстаивает эту последнюю интерпретацию, написав: «Несмотря на случайные отголоски кантианских настроений в трудах Кьеркегора (особенно в „Или — или“), раздвоение между его этикой самосозидания и формалистической, метаэмпирической этикой Канта является, mutatis mutandis, полным… Поскольку радикальная индивидуализация, специфичность, внутренняя направленность и развитие субъективности занимают центральное место в экзистенциальной этике Кьеркегора; по сути, ясно, что дух и намерение его практической этики отделены от формализма Канта».

### Биографическая интерпретация

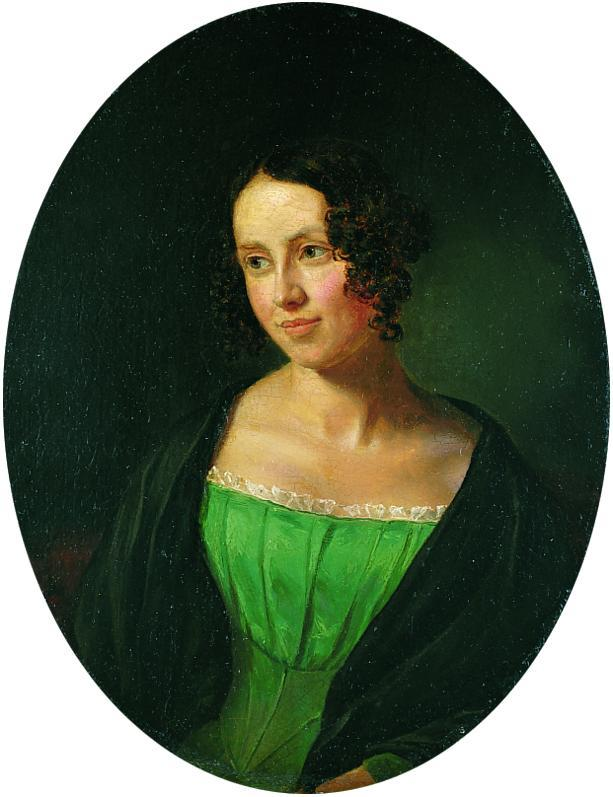
Регина Ольсен — муза произведений Кьеркегора (картина кисти Эмиля Баренцена)

С чисто литературной и исторической точки зрения «Или — или» можно рассматривать как тонко завуалированную автобиографию событий между Кьеркегором и его бывшей невестой Региной Ольсен. Йоханнес Соблазнитель в «Дневнике обольстителя» обращается с объектом своей привязанности, Корделией, во многом так же, как Кьеркегор обращается с Региной: подружился с её семьёй, попросил её выйти за него замуж и разорвал помолвку. Тогда «Или — или» могло бы быть поэтическим и литературным выражением решения Кьеркегора между жизнью, полной чувственных удовольствий, какую он испытал в юности, или возможностью брака и тем, какие социальные обязанности брак может или должен повлечь за собой. Однако, в конечном счёте, «Или — или» философски не зависит от его отношения к жизни Кьеркегора.
Тем не менее, Кьеркегор беспокоился о Регине, потому что она была склонна принимать жизненный взгляд персонажей, которых она видела в пьесах Шекспира в театре. Однажды она станет «Беатриче из „Много шума из ничего“» и «ещё одной Джульеттой».